# Книговидавниче товариство «Просвещение»
Книговидавниче товариство «Просвещение» — російське видавництво, засноване у Санкт-Петербурзі 1896 року Натаном Сергійовичем Цейтліним спільно з німецьким книговидавничим товариством «Бібліографічний інститут» з Лейпцига.
Видавництво розташовувалося за адресою: Невський проспект, будинок 50, книжковий склад — на Забалканському проспекті, будинок 75 (нині Московський проспект, будинок 91). Видавництво мало велику мережу книгарень в Європейській частині Росії і на Кавказі.
Видавництво випускало безліч книг з природознавства, техніки, літератури, історії та інших галузей знань. «Просвещение» випустило безліч науково-популярних видань у перекладі з німецької мови, в тому числі «Життя тварин» Брема, «Людина» Л. Ранке, «Народознавство» Ратцель, «Історія Землі» Неймайра, що увійшли в серію «Вся природа».
Видавництвом випускалася серія «Всесвітня бібліотека», в яку увійшли повні зібрання творів Пушкіна, Лермонтова, Гоголя, Діккенса, Золя, Мопассана і інших авторів. З 1900 року по 1907 видавництвом було випущено і перевидана «Велика енциклопедія» під редакцією Южакова. Крім перерахованих серій видавництво випустило серію книг, присвячену мистецтву, серію «Бібліотека „Просвещения“», серію «Сучасна бібліотека». В цілому за час роботи видавництва було випущено більше 500 найменувань книг. Діяльність видавництво припинило 1922 року.